# Lapanjetova nagrada
Lapanjetova nagrada je strokovno priznanje, ki se podeli članu Slovenskega biokemijskega društva za vrhunske dosežke na področju biokemijskih znanosti na znanstvenoraziskovalnem ali pedagoškem področju, s katerimi je pomembno prispeval k razvoju biokemijskih znanosti v slovenskem in mednarodnem prostoru. To priznanje se podeli tudi za uspešen prenos znanstvenoraziskovalnih izsledkov v prakso.
Nagrada se imenujejo po Savu Lapanjetu in jo podeljujejo od leta 2008.